# 山口舞子
山口 舞子（やまぐち まいこ、1月18日 - ）は、日本の漫画家。愛媛県西予市（旧東宇和郡）宇和町出身。「ハッピートラブル」（『ザ花とゆめ』2000年6月1日号）でデビュー。

## 作品リスト
- もうすこしがんばりましょう （『花とゆめ』2002年-2008年、『ザ花とゆめ』2002年-2008年、『ヤングアニマルあいらんど』2005年-2006年）

白泉社 花とゆめコミックススペシャルより刊行、全5巻
- カギっこ （『まんがライフMOMO』2006年-2009年、『まんがライフオリジナル』2006年-2009年、『まんがライフセレクション むんこSP』2006年）

竹書房 バンブー・コミックス MOMO SELECTIONより刊行、全3巻
- ひなちゃんが王子! （『まんがライフMOMO』2009年-2010年、『まんがライフオリジナル』2009年-2010年）

竹書房 バンブー・コミックス MOMO SELECTIONより刊行
- ふたりぽっぽ （『まんがタイム』2009年-2011年、『まんがタイムオリジナル』2009年-2011年）

芳文社 まんがタイムコミックスより刊行、1巻のみ
- 月刊なかとば （『花とゆめ』2009年-）

白泉社 花とゆめコミックススペシャルより刊行
1. （2012年4月20日発行） ISBN 978-4592198499